# بغروسيات وأشباهها
البغروسيات وأشباهها (الاسم العلمي: Bagroidea) هي فوق فصيلة من الأسماك يتبع رتبة سلوريات الشكل من طائفة شعاعيات الزعانف.

## التصنيف
- البغروسيات
  - البغروس
- الشيلبيات
  - الشيلب